# Медвецька-Лутак Едіта Федорівна
Едіта Федорівна Медвецька-Лутак (угор. Medveczky-Luták Edit/Medveczkyné Luták Edit, чеськ. Edita Lutak, до шлюбу — Едіта Лутак; нар. 22 жовтня 1932, Мукачево — пом. 23 лютого 2019) — радянська, українська і угорська художниця декоративно-прикладного мистецтва, живописиця, графікеса. Представниця закарпатської школи образотворчого мистецтва. Член Спілки художників СРСР та Спілки художників України. Заслужена художниця УРСР з 1985 року. 

## Біографія
Едіта Медвецька-Лутак народилася 22 жовтня 1932 року в місті Мукачево, Чехословаччина (нині Закарпатська область України) в сім'ї русинських педагогів.
У 1947—1952 роках навчалася в Ужгородському державному художньо-промисловому училищі у Адальберта Ерделі та Йосипа Бокшая — основоположників закарпатської школи образотворчого мистецтва.
У 1958 році Едіта закінчила факультет художнього текстилю Львівського державного інституту прикладного та декоративного мистецтва (викладач — Данило Довбошинський, професор — Вітольд Антонович Монастирський).
Учасниця художніх виставок: обласних, всеукраїнських, всесоюзних (Ужгород, Львів, Чернівці, Київ, Москва) — з 1962 року, закордонних (Ньїредьгаза, Нікосія, Кошиці, Кестхей, Будапешт) — з 1968 року. Учасник міжнародних пленерів.
Член Спілки художників УРСР з 1968 року. Член Спілки художників СРСР. Заслужений художник УРСР (1985). Твори художниці закуплені Міністерством культури і мистецтва України.
З 1991 року жила і працювала в Угорщині.

## Сім'я
- Батько — Ференц Лутак — народився в 1898 році в селі Надь-Абранка, Нагірного району, комітату Берег, Австро-Угорщини (нині — с. Локоть, Іршавський район, Закарпатська область, Україна), учитель, а з 1937 року — педагогічний інспектор Ужгородського округу, офіцер запасу угорської армії, заарештований у листопаді 1944 року працівниками НКВС СРСР, замучений в ужгородській тюрмі в липні 1945 року.[5]
- Мати — Анастасія Фунданіч, педагог, інспектор дитячих садків в м. Ужгороді.
- Чоловік — Микола Вікторович Медвецький — радянський живописець, монументаліст, член Спілки художників СРСР.
- Дочка — Агнеса — українська і угорська художниця (живопис, графіка, декоративно-прикладне мистецтво). Син - Казимир  - архітектор.

## Творчість
Книжкова графіка і станковий живопис, а також декоративно-прикладне мистецтво (гобелен, етнографічний одяг тощо).
Ілюстрації до книг (Видавництва: «Карпати», 1963—1993 рр.; «Радянська школа»; Видавництво «Móra», Будапешт; СП ТОВ ПоліПрінт, 2002 р. та ін.).
За допомогою художнього методу, який заснований на виразних контурах, оксамитових тонах контрасту, створюється гармонійна взаємодія.
Персональні виставки:
- 1980 — Клуб Інструментального заводу, Ужгород
- 1982 — Львівська картинна галерея, Львів — Галерея образотворчих мистецтв, Чернівці
- 1983 — Закарпатський обласний художній музей імені Й. Бокшая (Ужгород, УРСР)
- 1987 — Державний музей декоративного мистецтва УРСР, Київ.
- 1994 — Кестхей, Угорщина.
- Виставковий зал «Мючарнок» (Будапешт, Угорщина) — виставка родини Медвецький (Едіта Медвецька, Микола Медвецький, Агнеса Медвецька).

- Івано-Франківський художній музей (Івано-Франківськ, Україна)
- Закарпатський обласний художній музей імені Й. Бокшая (Ужгород, Україна)
- Луганський обласний художній музей (Луганськ, Україна)
- Картинна Галерея села Пийтерфолво (Пийтерфолво, Закарпатська область, Україна)
- Одеський художній музей (Одеса, Україна)
- Ізмаїльська Картинна Галерея (Ізмаїл, Україна)

## Вибрані картини
- Натюрморт з динею[6] (1970-ті)
- Натюрморт з півниками (1970-ті)
- Весільний бенкет (1970-ті)
- Натюрморт з циніями (1970-ті)
- Рахівська вулиця
- Свято
- Гуцульський танець
- По свіже борошно на млин (1972)
- Комбайнери (1973)
- Подія на селі
- Верховина сьогодні (1980)
- Серпень на Верховині (1980)
- Інтер'єр (1980)
- На малюнках в Сентендре (1980)
- Олена з Гукливого (1981)
- На Монтмарті (1984)
- В Арлі (1984)
- Королева Шаба (1985)
- Колгоспний тесля Густав Баго (1985)
- Варять сливове варення (1986)
- Натюрморт (1988)
- Натюрморт з букетом пижма (1990)
- Товія і Ангел (1994)
- Предки блукають (1996)
- Підкарпатський мотив
- Прощання з Балатоном
- Збирають сіно
- Дівчата на пляжі
- Ностальгія (2008)

## Цікаві факти
Е. Ф. Медвецька-Лутак — русинка за національністю. З 1991 року Едіта Федорівна постійно жила і працювала в Пілішборош'єно (Пілішверешварський район, медьє Пешт) і брала участь в культурному житті русинської національної громади Угорщини.
Далекий предок Е. Ф. Медвецький-Лутак по прямій батьківській лінії — Куруц Янош Лутак з Надь-Абранці згадується в 1704 році в мукачівському списку греко-католиків, які брали участь в Повстанні Ференца Ракоці 1703—1711 рр.